# R Airlines
Skyview Airways Co. Ltd., trong đó hoạt động như R Airlines, là một hãng hàng không bay thuê chuyến có trụ sở tại Bangkok, Thái Lan. Trụ sở chính đặt tại sân bay quốc tế Don Mueang ở quận Don Mueang, Bangkok. Hãng tập trung vào phân đoạn thị trường bay thuê chuyến tầm trung và dài.
Hãng được thành lập vào năm 2012. Hãng hàng không hoạt động với một máy bay Boeing 737-400 thuê. Ngày 24 tháng 1 năm 2013, hãng ra mắt chuyến bay thuê nhậm chức của mình giữa Bangkok và Gaya, Bihar, Ấn Độ với các tu sĩ Thái và khách du lịch từ thành phố Trường Xuân ở Cát Lâm, Trung Quốc.